# Aufseßtal
Das Aufseßtal ist ein etwa 30 Kilometer langes rechtes Seitental des Wiesenttales im Nördlichen Frankenjura bzw. dem nordwestlichen Teil der Fränkischen Alb.

## Geografie
Der Talschluss und der oberste Abschnitt des Aufseßtals liegen vollständig auf dem Gebiet der Gemeinde Königsfeld. Der Talschluss liegt dabei ungefähr zwischen den beiden Königsfelder Ortsteilen Poxdorf und Huppendorf sowie zweieinhalb Kilometer westsüdwestlich von Königsfeld. Von dort sind es etwa acht Kilometer bis zum Stadtgebiet von Hollfeld, das selbst lediglich einen relativ geringen Anteil am Aufseßtal hat. Der größte Teil des mittleren Talabschnittes wird vom Gebiet der Gemeinde Aufseß eingenommen, während die Stadt Waischenfeld und der Markt Wiesenttal sich den untersten Talabschnitt weitgehend teilen.

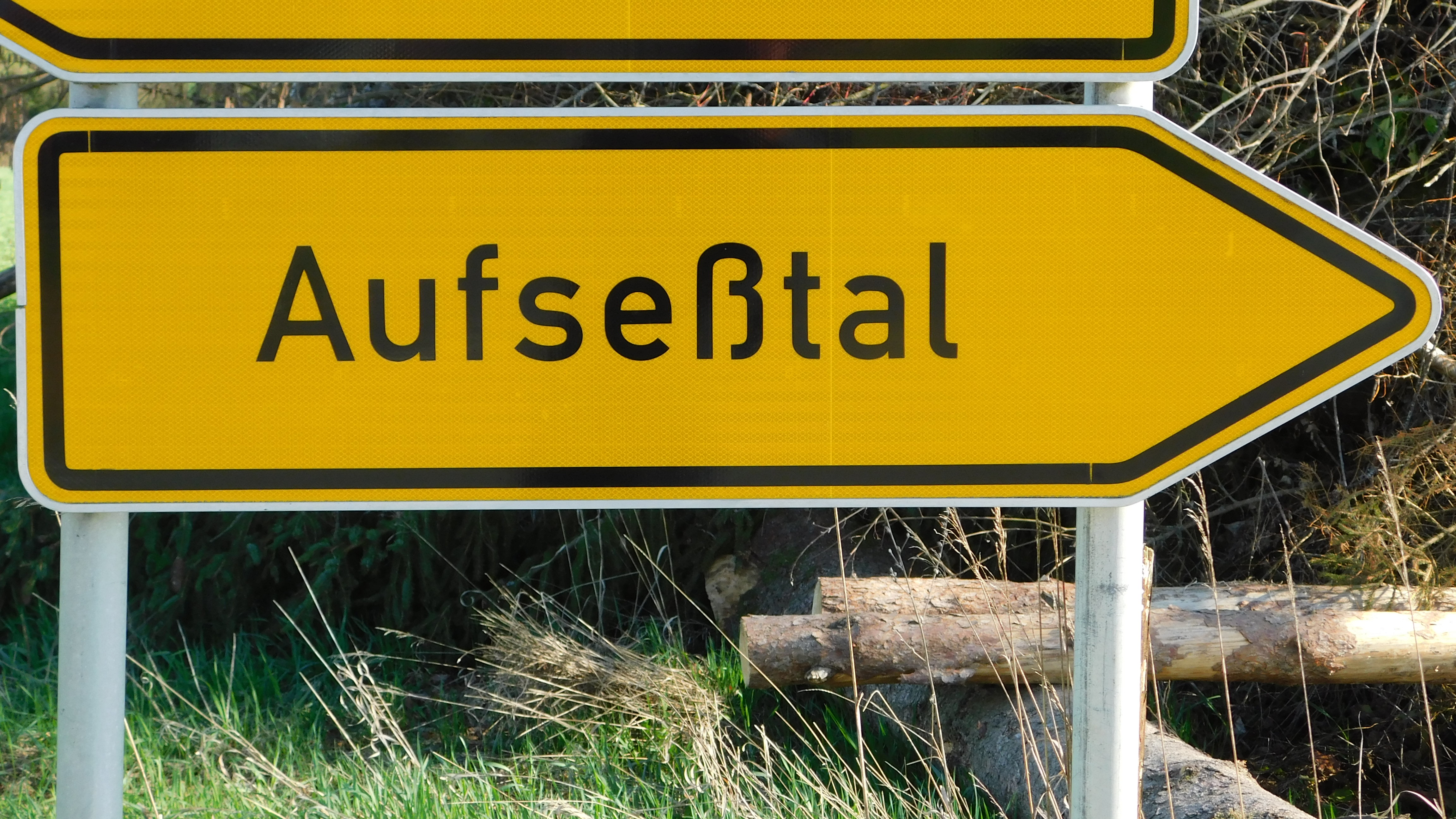
Wegweiser zum Aufseßtal südlich von Seelig, an der Straße nach Voigendorf

Eine Besonderheit, die das Aufseßtal von vielen anderen Tälern unterscheidet, ist der Umstand, dass es sich bei dessen unterstem Talabschnitt noch um eine weitgehend intakte und unberührte Naturlandschaft handelt. Der obere und mittlere Talabschnitt sind mit den Ortschaften Königsfeld, Kotzendorf, Voitmannsdorf, Drosendorf an der Aufseß, Sachsendorf, Neuhaus, Oberaufseß, Aufseß, Draisendorf und Wüstenstein relativ dicht besiedelt, und durch dieses Gebiet führen daher auch zahlreiche Straßen. Der untere Talabschnitt zwischen Wüstenstein und Doos hingegen wird von keiner öffentlichen Straße erschlossen, lediglich die von Seelig nach Voigendorf führende Gemeindestraße quert diesen Talabschnitt, ansonsten finden sich dort nur Feld- und Wanderwege. Einzige menschliche Ansiedlung in diesem Gebiet ist die abgelegene Einöde Kuchenmühle, die nur über eine Stichstraße erreicht werden kann. Den südlichen Abschlusspunkt des Aufseßtals bildet schließlich der Dooser Wasserfall, der bis zu seiner weitgehenden Zerstörung im 19. Jahrhundert der wuchtigste Wasserfall Frankens war.  

Das untere Aufseßtal
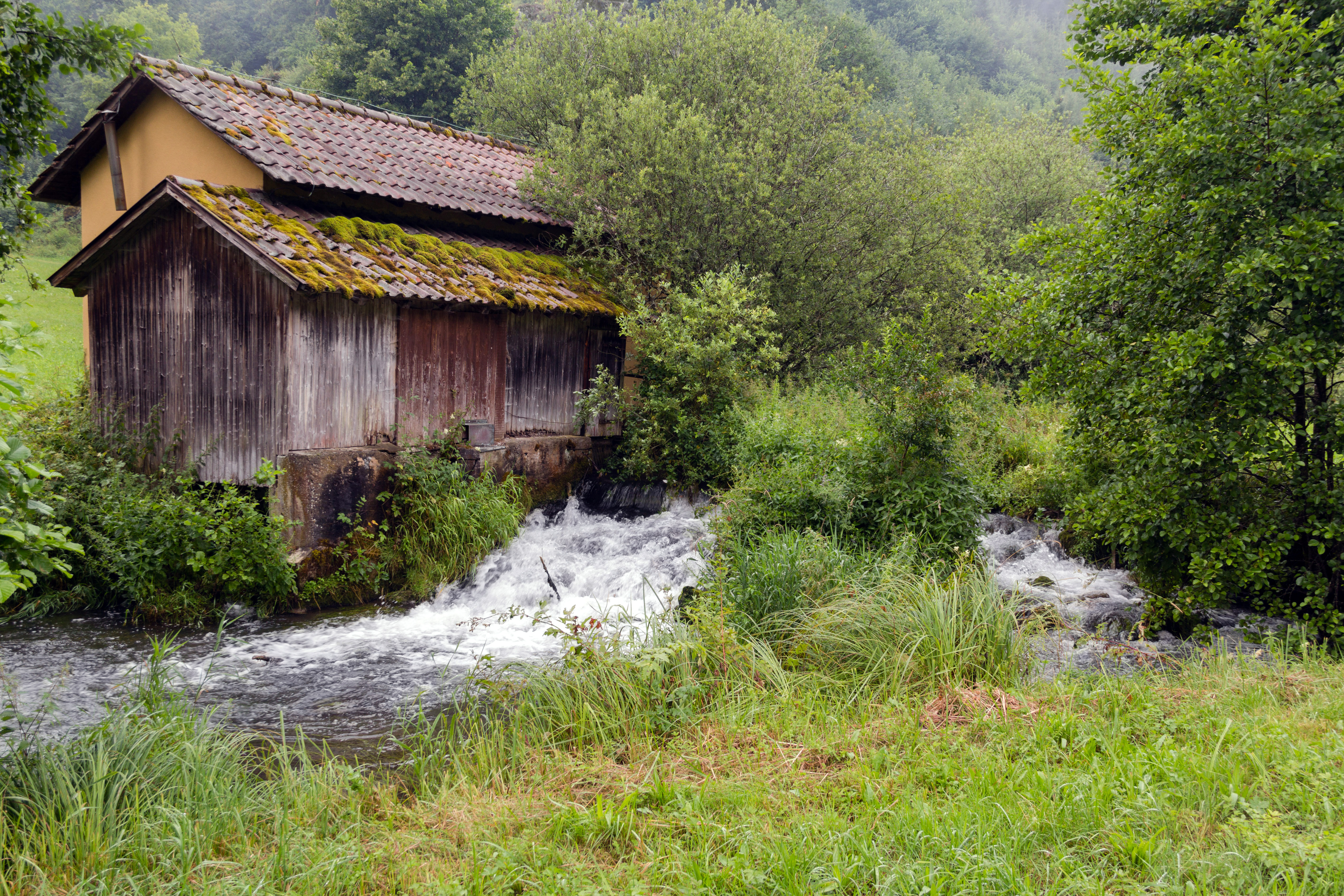
Das Aufseßtal bei der Kuchenmühle
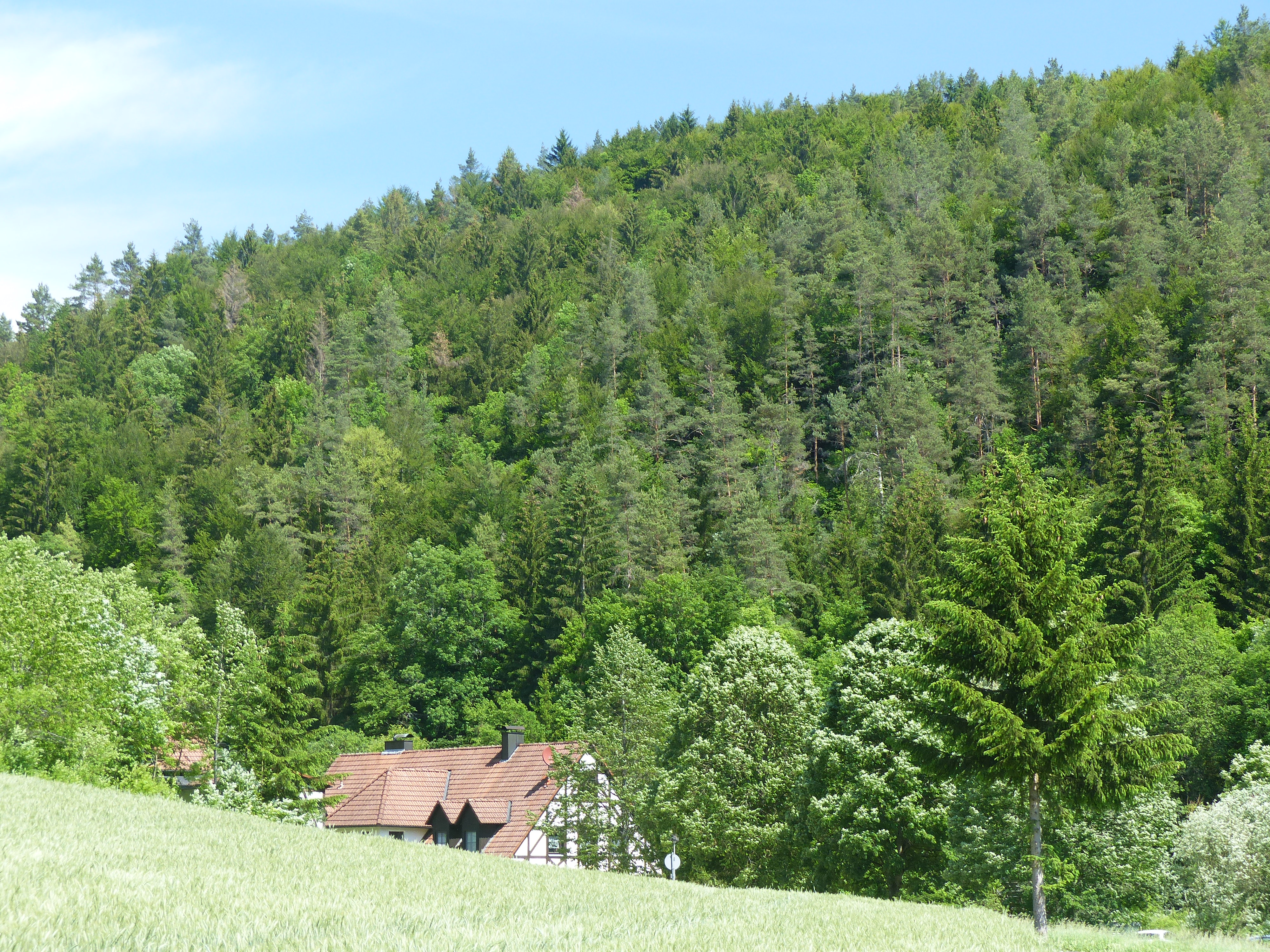
Die Einöde Kuchenmühle
Der Dooser Wasserfall